# Benangkah
Benangkah is een bestuurslaag in het regentschap Bangkalan van de provincie Oost-Java, Indonesië. Benangkah telt 7530 inwoners (volkstelling 2010).